# Aklankpa
Aklankpa è un arrondissement del Benin situato nella città di Glazoué (dipartimento delle Colline) con 19.724 abitanti (dato 2006).